# 関温泉スキー場
関温泉スキー場（せきおんせんスキーじょう）は、新潟県妙高市関山にあるスキー場。

## 概要

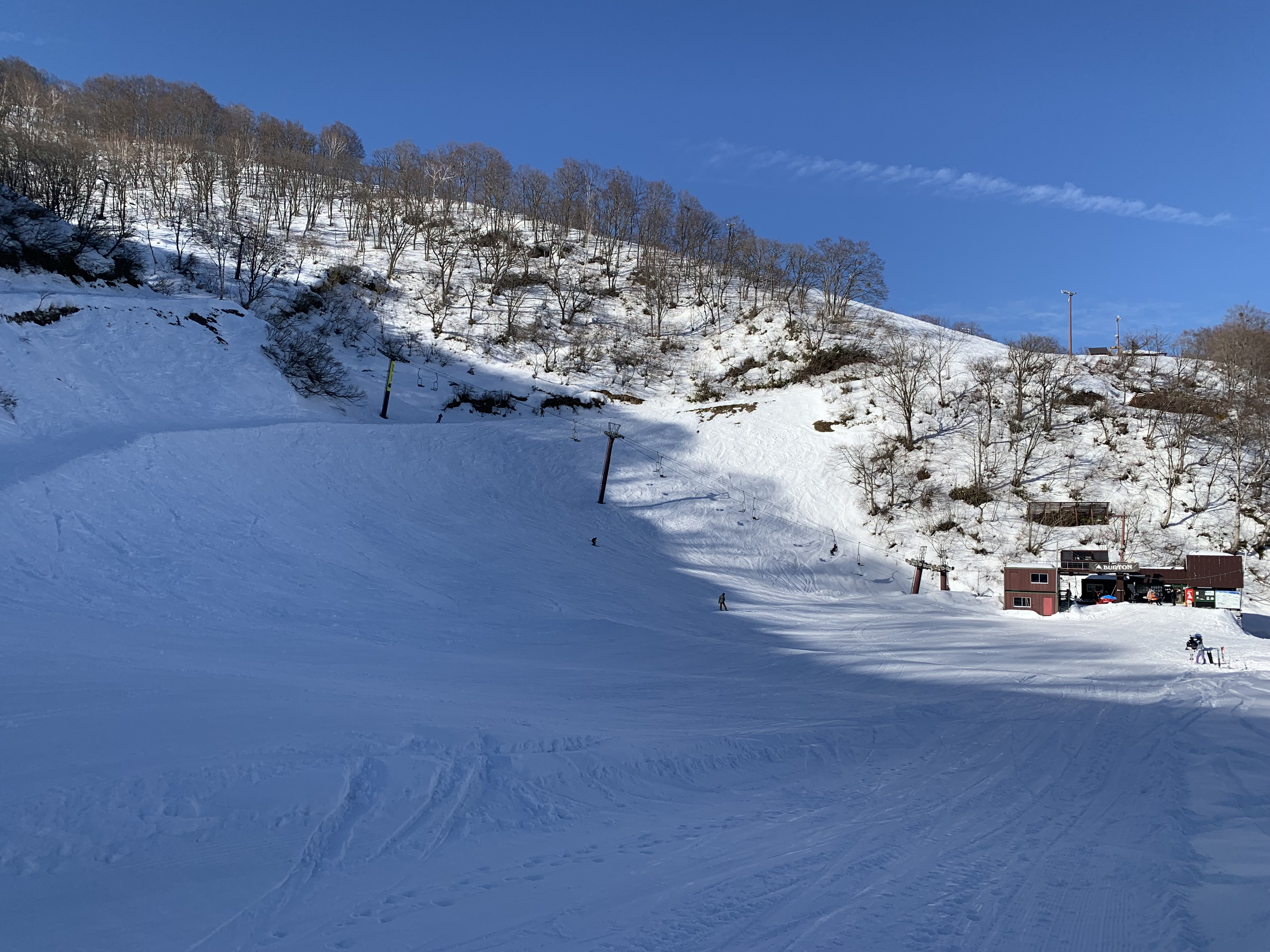
リフト乗り場遠景

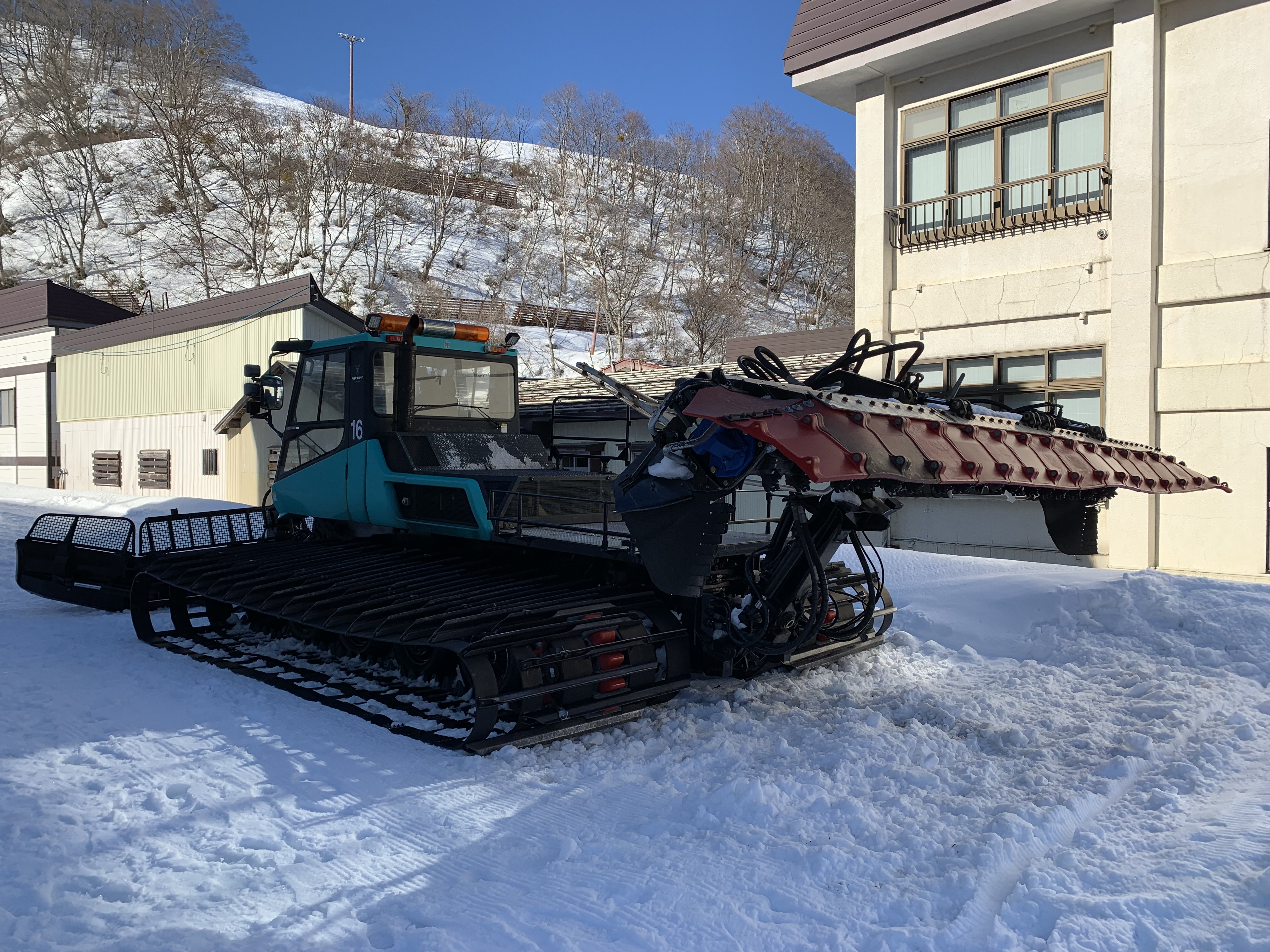
ゲレンデ整備車

その名のとおり関温泉のそばにある。1917年（大正6年）に開設、100年の歴史をもつスキー場。妙高山の麓に広がる自然の地形を活かしたスキー場である。

## アクセス
関温泉#アクセスを参照。当スキー場は温泉街の中に位置している。